# William Binney
William Edward Binney er en amerikansk matematiker og sikkerhedsekspert. Han har en bachelorgrad fra Pennsylvania State University.
Binney har tidligere haft en højtstående placering indenfor United States National Security Agency, NSA. Han stod bag et billigt, effektivt overvågningssystem, der bevisligt kunne have stoppet terrorangrebet den 11. september 2001, men som følge af korruption, løgne og personlige ambitioner blev lukket ned til fordel for en ringe og meget dyr løsning
.
Han trådte tilbage fra sin stilling 31. oktober 2001, og har siden fortalt offentligheden om NSA's indsamling af data om civile borgere verden over.